# Backmåra
Backmåra (Galium suecicum) är en flerårig ört med vita blommor som blommar från juni till juli. Den är sällsynt och finns endast i södra Sverige.